# Paracoeria
Paracoeria là một chi bướm đêm thuộc họ Erebidae.